# Carl Axel Aurelius
Carl Axel Aurelius (* 25. September 1948 in Finspång, Östergötland) ist ein ehemaliger schwedischer, lutherischer Bischof.

## Leben
Nach seiner Schulzeit studierte Aurelius von 1967 bis 1972 an der Universität Lund Evangelische Theologie. Seit 1972 ist Aurelius lutherischer Pfarrer im Bistum Linköping in der Schwedischen Kirche. Aurelius schrieb in den folgenden Jahren mehrere theologische Bücher. Von 1972 bis 1990 arbeitete Aurelius als Theologe in der Leitung der internationalen Forschungsgruppe Theologische Arbeitsgruppe für Reformationsgeschichtliche Forschung mit. 1989 wurde er als Professor für Theologie an der Universität Linköping tätig. 1999 hatte Aurelius eine Gastprofessur am Luther Seminary in Saint Paul, Minnesota, inne.
Von 2003 bis 2011 war Aurelius der Bischof im Bistum Göteborg. Sein Nachfolger wurde im Herbst 2011 Per Eckerdal. Carl Axel Aurelius ist der Cousin des ehemaligen Bischofs von Skara Erik Aurelius.

## Bibliografie (Auswahl)
- Verborgene Kirche. Luthers Kirchenverständnis in Streitschriften und Exegese 1519-1521, 1983
- Luther i Sverige. Lutherbilder under tre sekel. Artos, Skellefteå 1994; 2. Aufl. 2015 (schwedisch)
- Hjärtpunkten. Evangeliets bruk som nyckel till Augsburgska bekännelsen. Artos, Skellefteå 1995; 2. Aufl. 2011 (schwedisch)
- Widerspruch : Luthers Auseinandersetzung mit Erasmus von Rotterdam : Referate des dritten nordischen Forums für das Studium von Luther und lutherischer Theologie in Magleås, Dänemark 2.–5.3, 1995, (herausgegeben von Kari Kopperi)
- Melanchthon "Verräter" : das Melanchthonbild in der schwedischen Lutherrenaissance, 1998
- På helig mark: pilgrimen i historia och nutid. Artos, Skellefteå 2014